# Sergio Campos Simón
Sergio Campos Simón n. (Jumilla, Región de Murcia, 22 de octubre de 1985) más conocido como Sergio Campos, es un exfutbolista y actual entrenador de fútbol español que actualmente dirige al Atzeneta Unió Esportiva del Grupo V de la Tercera Federación.

## Trayectoria
Sergio comenzó su carrera en los banquillos dirigiendo al Cuarto Distrito CF de su ciudad natal, en Preferente Autonómica, al que dirigió desde 2010 a 2013. 
En agosto de 2013, firma como entrenador del Jumilla Club Deportivo de Preferente Autonómica al que dirigiría durante tres temporadas.
En agosto de 2016, firma por el Albacete Balompié para trabajar en sus categorías inferiores, dirigiendo al Cadete A en la temporada 2016-17. 
En las temporadas 2017-18 y 2018-19, se haría cargo del Juvenil de División de Honor del conjunto albaceteño.
El 1 de octubre de 2019, firma como entrenador del Peña Sport Fútbol Club del Grupo XV de la Tercera División de España.
En la temporada 2021-22, firma como segundo entrenador de la U. D. Socuéllamos de Segunda División RFEF.
El 23 de diciembre de 2021, se hace cargo como primer entrenador de la U. D. Socuéllamos, tras el cese de Josico Moreno.
El 27 de marzo de 2023, decide de mutuo acuerdo con la U. D. Socuéllamos dejar de ser entrenador del conjunto manchego.
En la temporada 2023-24, firma como entrenador del Club de Fútbol Gandia del Grupo V de la Tercera Federación.
El 20 de junio de 2024, firma como entrenador del Atzeneta Unió Esportiva del Grupo V de la Tercera Federación.

## Clubes

### Como entrenador
| Club                                           | País   | Año             |
| ---------------------------------------------- | ------ | --------------- |
| Cuarto Distrito CF                             | España | 2010-2013       |
| Jumilla Club Deportivo                         | España | 2013-2016       |
| Albacete Balompié Cadete "A"                   | España | 2016-2017       |
| Albacete Balompié Juvenil de División de Honor | España | 2017-2019       |
| Peña Sport Fútbol Club                         | España | 2019-2020       |
| U. D. Socuéllamos (2.º Entrenador)             | España | 2021            |
| U. D. Socuéllamos                              | España | 2021-2023       |
| Club de Fútbol Gandia                          | España | 2023-2024       |
| Atzeneta Unió Esportiva                        | España | 2024-actualidad |